# Sicarius rupestris
Sicarius rupestris är en spindelart som först beskrevs av Holmberg 1881.  Sicarius rupestris ingår i släktet Sicarius och familjen Sicariidae. Inga underarter finns listade i Catalogue of Life.